# Военно-морские силы Украины
Военно-морские силы Украины (ВМС Украины) (укр. Військово-морські сили України), официально — Военно-морские силы Вооружённых сил Украины (укр. Військово-морські сили Збройних сил України) — один из видов вооружённых сил Украины. Предназначены для сдерживания, локализации и нейтрализации вооружённого конфликта, а при необходимости — пресечения вооружённой агрессии с моря как самостоятельно, так и во взаимодействии с другими видами Вооружённых сил Украины, воинскими формированиями и правоохранительными органами, в соответствии с Конституцией Украины, законами Украины и другими нормативно-правовыми актами, исходя из принципов международного права и общих принципов военного искусства.

## История

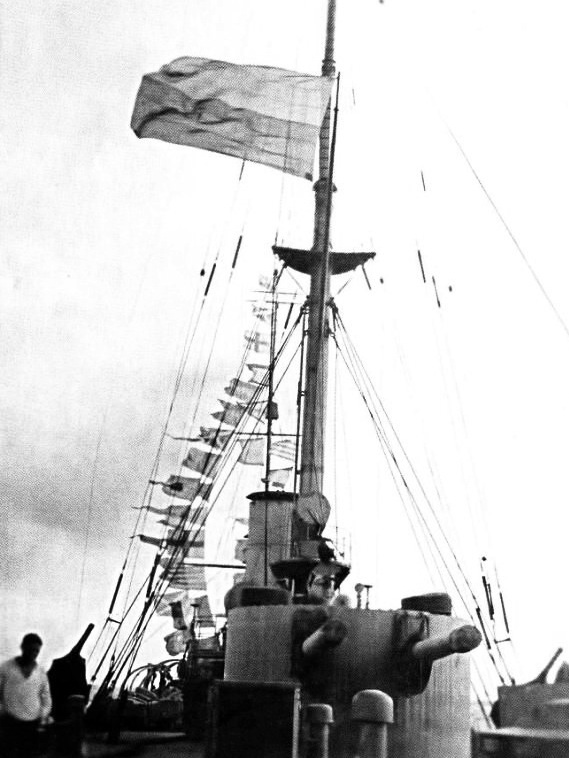
Украинский флаг над крейсером «Память Меркурия». 1917 год

История современных военно-морских сил Украины ведёт своё начало с создания военно-морского флота Украинской Народной Республики и Украинской державы 1917—1921 годов. 12 ноября 1917 года большая часть личного состава крейсера «Память Меркурия» (подчинялся Центральной раде с 12 ноября 1917 по 17 января 1918) приняла решение поднять сине-жёлтый флаг, который был флагом Украины. 29 апреля 1918 корабли Черноморского флота перешли под юрисдикцию Украинской Народной Республики.

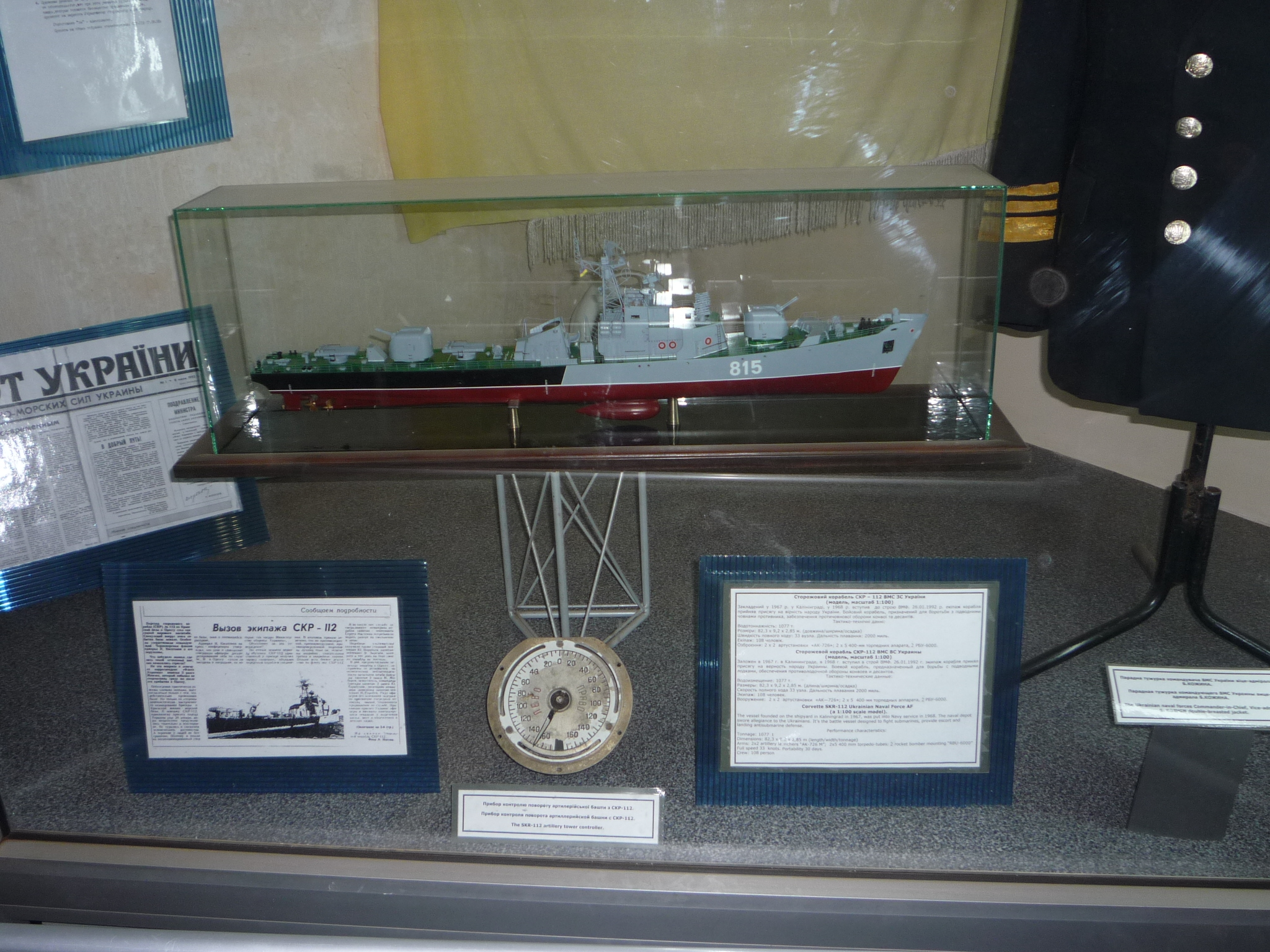
Модель СКР-112 в музее украинского флота в Балаклаве

5 апреля 1992 года президент Украины Л. М. Кравчук подписал указ № 209 «О неотложных мерах по строительству вооружённых сил», предусматривавший создание в составе вооружённых сил Украины военно-морских сил. ВМС предполагалось создать на основе Черноморского флота СССР. С июня этого же года начал действовать пресс-центр ВМС Украины. 11 июля 1992 года к присяге на верность Украине были приведены военнослужащие (курсанты 41-й школы младших специалистов в городе Николаев). Первым боевым кораблём ВМС Украины стал сторожевой корабль СКР-112, поднявший украинский флаг 21 июля 1992 года и совершивший несанкционированный командованием переход из Донузлава в Одессу.
17 июня 1993 года было подписано российско-украинское соглашение о создании на базе Черноморского флота ВМФ СССР Военно-морских сил Украины и Черноморского флота ВМФ Российской Федерации. В дальнейшем, корабельный состав ВМС Украины, в основном, формировался из кораблей, принятых от Черноморского флота ВМФ СССР и Пограничных войск СССР, а пополнялся за счёт кораблей, достроенных на украинских верфях.
10 апреля 1994 года решением Украинского правительства на базе расформированного 318-го дивизиона консервации ЧФ был создан Западный морской район ВМС Украины (ныне Западная военно-морская база), первым командиром которого стал капитан 1 ранга Дмитрий Украинец.
В апреле 1995 года при правительстве Украины была создана комиссия по вопросам использования украинской части имущества Черноморского флота. Начиная с 1995 года некоторые корабли советского периода начали списывать и утилизировать, либо продавать в коммерческие организации. Однако, большинство кораблей бывшего Черноморского флота ВМФ СССР в период с 1992 до весны 1997 года находились под совместным командованием России и Украины.
После подписания 28 мая 1997 года «Соглашения между Российской Федерацией и Украиной о параметрах раздела Черноморского флота» был осуществлён окончательный раздел Черноморского флота СССР, в соответствии с договором, ВМС Украины были переданы 43 боевых корабля, 132 судов и катеров, 12 самолётов, 30 вертолётов, 227 береговых объектов, значительное количество техники, вооружения, боеприпасов и иного имущества.
В мае 2001 года было создано оперативно-тактическое объединение ВМС Украины — эскадра разнородных сил (в дальнейшем преобразованная в Центр морских операций). С 2001 по 2014 год ВМС Украины активно принимали участие в деятельности международной военно-морской группы Блэксифор.
В апреле 2003 года, в состав ВМС Украины был передан 32-й армейский корпус Южного оперативного командования вооружённых сил Украины (в дальнейшем, на этой основе началось создание войск береговой обороны).
В 2006 году общая численность военно-морских сил Украины составляла 22 000 человек. В феврале этого же года ВМС Украины участвовали в операции НАТО «Активные усилия», направленной на предотвращение контрабанды материалов, которые могут быть использованы террористами и обеспечение безопасности транзита энергоресурсов по Средиземному морю. 2 октября 2006 года в Симферополе был создан Центр войск береговой обороны ВМС Украины.
25 апреля 2007 года ВМС Украины официально присоединились к операции ВМС Турции «Черноморская гармония», направленной на сдерживание, остановку и предупреждение угрозы терроризма, а также незаконной контрабанды оружия массового уничтожения в акватории Чёрного моря.
С 2008 года началось списание кораблей ранней украинской постройки.
Весной 2011 года корабль ВМС Украины «Константин Ольшанский» провёл операцию по эвакуации граждан Украины из охваченной гражданской войной Ливии. На борт были приняты 193 человека, из них 85 граждан Украины и 108 граждан из 14 других стран мира. 4 апреля корабль прибыл на Мальту, где были высажены 79 человек. 11 апреля корабль прибыл в Севастополь, доставив туда граждан Украины и стран СНГ.

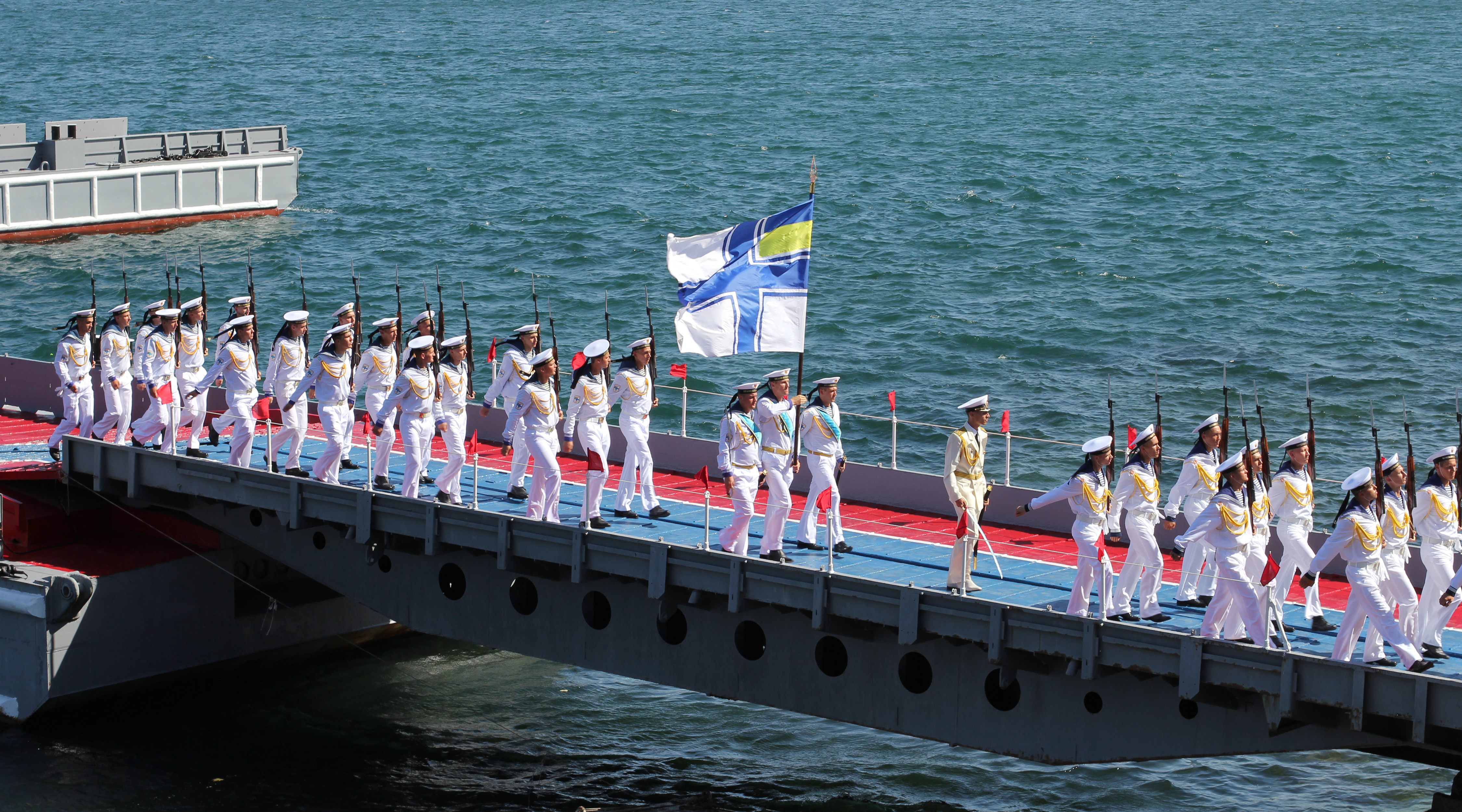
Совместное празднование Дня ВМФ России и Украины в Севастополе. Украинские знаменосцы.

18 сентября 2011 года решением министра обороны Украины М. Ежеля была передана из ведения минобороны в распоряжение гражданских властей территория военного аэродрома «Очаков» в Николаевской области (аэродром использовался для подготовки бойцов 73-го центра спецназначения ВМС Украины).
В 2012 году ВМС Украины поставили на ремонт 16 кораблей и судов, девять из них были отремонтированы до января 2013 года. Так, в течение 2012 года в Николаеве были отремонтированы корабли «Переяслав», «Приднепровье», «Константин Ольшанский» и «Кировоград». В Севастополе встал в доки флагман «Гетман Сагайдачный». В конце 2012 года общая численность ВМС составляла 14,6 тыс. человек, на вооружении находились 22 боевых корабля и катера, 8 противолодочных вертолётов, 3 самолёта, 41 танк, 160 боевых бронированных машин и 47 артиллерийских орудий калибром свыше 100 мм.

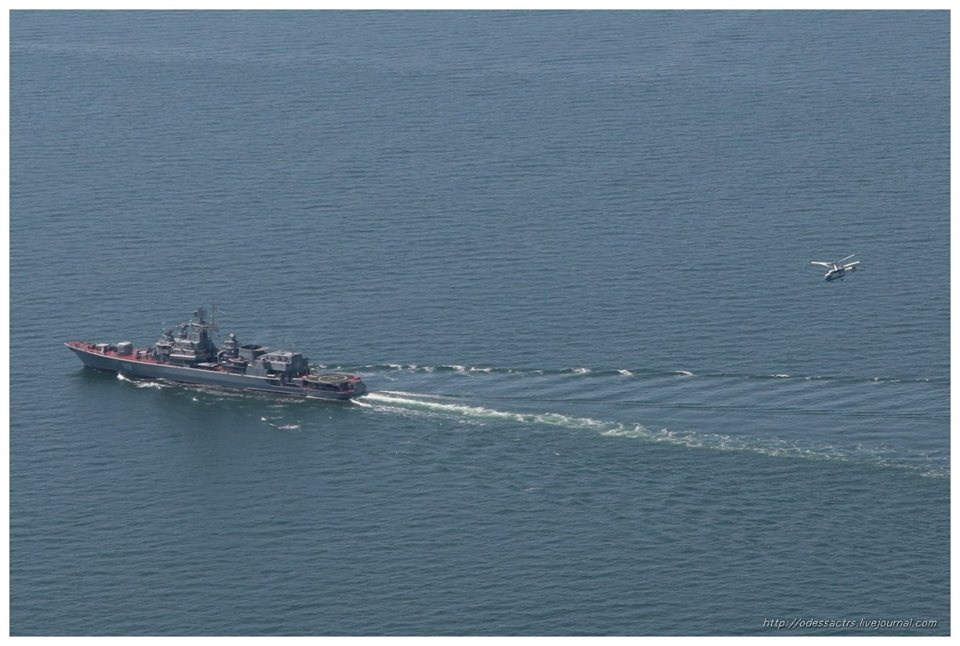
Фрегат «Гетман Сагайдачный» патрулирует Аденский залив в рамках операции «Океанский щит»

В начале 2013 года в составе ВМС был создан дивизион речных кораблей, управление дивизиона было создано в Одессе. 24 сентября 2013 года фрегат U130 «Гетман Сагайдачный» с вертолётом Ка-27 на борту и группой специального назначения вышел в море из порта Севастополя, чтобы присоединиться к операции НАТО по противодействию пиратству на море «Океанский щит». В рамках операции украинский фрегат принял участие в совместных учениях с китайским фрегатом «Хэншуй», в ходе которых были выполнены задачи по спасению пострадавших от пиратского нападения. Во время первого патрулирования в Аденском заливе украинские военные оказали первую медицинскую помощь капитану иностранного судна, а во время второго патрулирования фрегат «Гетман Сагайдачный» задержал подозрительное судно и совершил его контрольный осмотр. 3 января 2014 года операция была закончена, и 20 января «Сагайдачный» присоединился к операции Евросоюза «Аталанта», также направленной против пиратства. 5 марта он вернулся на Украину, в Одессу. 14 октября 2013 года военно-морские силы Украины были полностью укомплектованы военнослужащими-контрактниками. По состоянию на 2013 год Военно-морские силы Украины насчитывали примерно 14 тысяч человек.

### Аннексия Крыма Российской Федерацией
В феврале - марте 2014 года произошла аннексия Крыма Российской Федерацией и, в частности, Севастополя, бывшего до этого главной базой ВМС Украины. Стратегические объекты Украины на полуострове были захвачены российскими войсками и отрядами местных сепаратистов. 14 марта 2014 года председатель Совета министров Автономной Республики Крым С. В. Аксёнов предложил всем военнослужащим Украины, находившимся на территории Крыма, либо войти в состав Вооружённых сил Крыма, либо покинуть территорию Крыма, либо уволиться. После аннексии Крыма Россией Вооружённые силы Крыма прекратили своё существование.

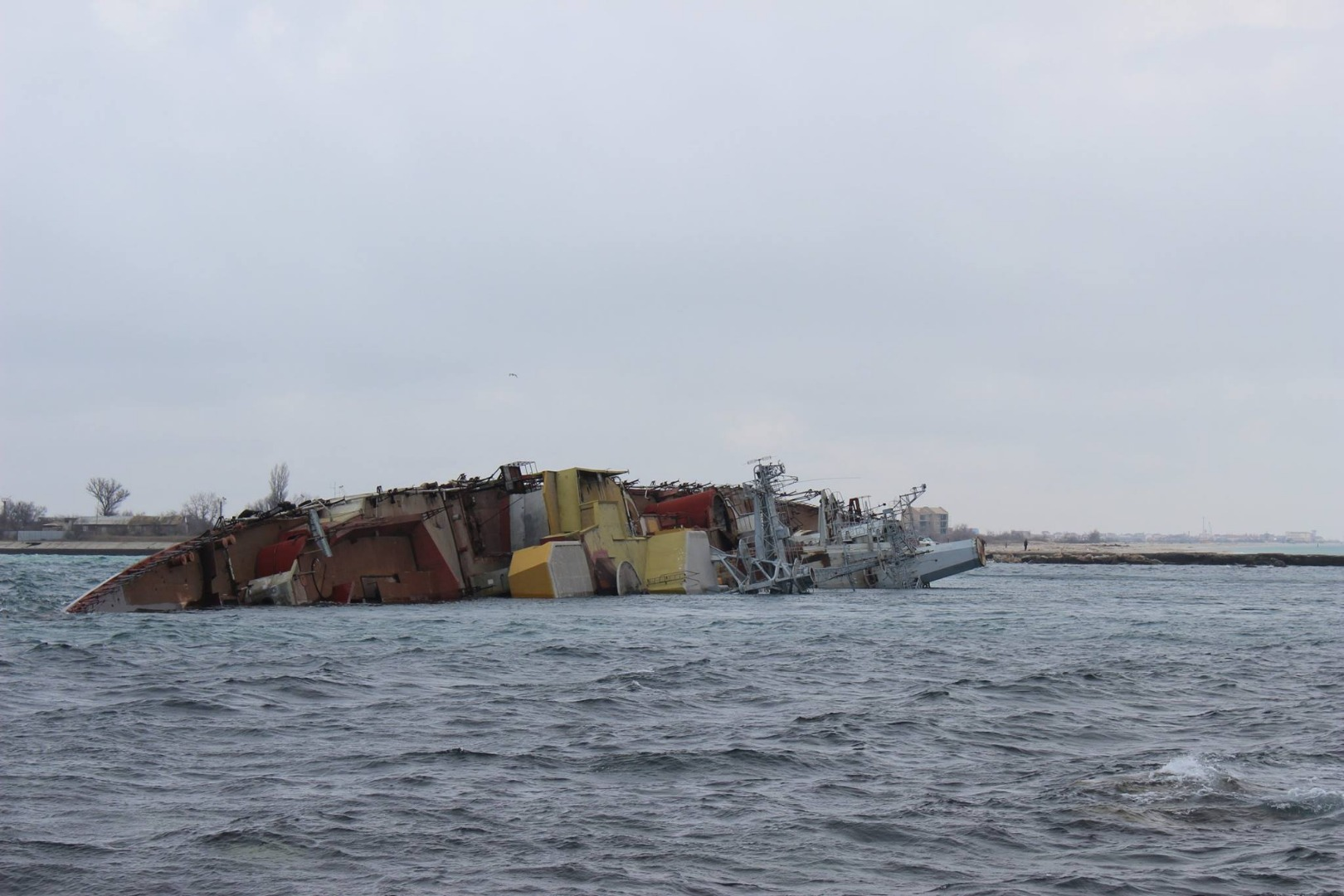
Затопленный российский корабль «Очаков» на фарватере Южной военно-морской базы Украины в Донузлаве

Назначенный Верховной радой и. о. министра обороны Украины И. И. Тенюх сообщил, что в военно-морских силах по состоянию на 1 марта «условно боеспособны только четыре корабля: фрегат „Гетман Сагайдачный“, корвет „Тернополь“, корабль управления „Славутич“ и большой десантный корабль „Константин Ольшанский“».

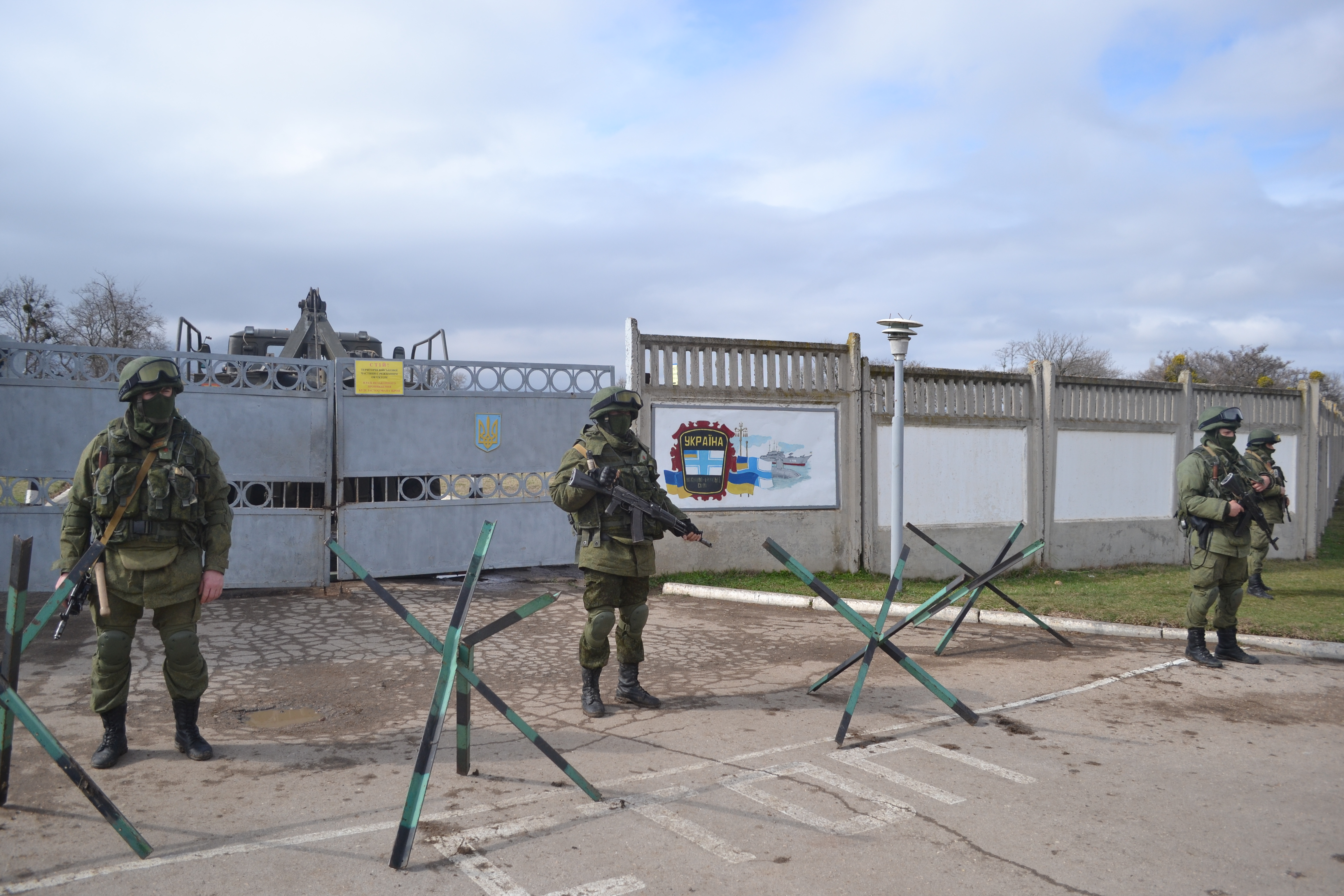
Блокада базы 36-й отдельной бригады береговой обороны российскими солдатами без знаков различия Перевальное, 9 марта 2014 года

С целью недопущения выхода украинских кораблей из Донузлава в Одессу в ночь с 5 на 6 марта 2014 года на выходе из озера был затоплен списанный большой противолодочный корабль «Очаков» (длина около 180 метров), принадлежавший РФ. «Очаков» лёг на борт, заблокировав выход из залива. В украинских СМИ сообщалось о затоплении и спасательного буксирного судна «Шахтёр».
18 марта 2014 года Россия и крымские власти подписали договор о аннексии Крыма Россией.
19 марта 2014 года представители «самообороны Севастополя», казаки и женщины заблокировали, а затем захватили штаб ВМС Украины в Севастополе. На переговоры в штаб ВМС Украины приехал командующий Черноморским флотом России вице-адмирал А. В. Витко. Часть военнослужащих сообщила о своём переходе на службу в ВМС Республики Крым, часть покинула здание штаба. Командующий ВМС Украины С. А. Гайдук был временно задержан органами прокуратуры в Севастополе, на следующий день по просьбе министра обороны России С. К. Шойгу он был освобождён и выдворен с территории Республики Крым. Над зданием штаба был поднят флаг Российской Федерации.
К 20 марта 2014 года часть кораблей ВМС Украины покинула Севастополь, 25 судов вспомогательного флота и 6 боевых кораблей подняли флаг Российской Федерации. Планировалось, что Черноморский флот России в течение двух месяцев выработает решение по дальнейшему использованию кораблей и имущества ВМС Украины на территории Крыма, а бывшим украинским кораблям вернут их исторические названия.
20 марта 2014 года ВМС Украины лишились единственного высшего военно-морского учебного заведения — Академии военно-морских сил имени П. С. Нахимова в Севастополе. Президент России В. В. Путин подписал распоряжение о воссоздании в Севастополе Черноморского высшего военно-морского училища имени Нахимова.
На утро 22 марта 2014 года андреевские флаги Военно-Морского Флота России были подняты над 54 из 67 кораблей и судов ВМСУ, в том числе над 8 боевыми кораблями и единственной украинской подводной лодкой «Запорожье». Не перешедшие в ВМФ РФ экипажи кораблей жаловались на отсутствие каких-либо указаний властей по дальнейшим действиям — «мы ждали четких указаний». В тот же день в Севастополе не осталось военных кораблей под украинскими флагами.
25 марта 2014 года российскими военнослужащими был захвачен заблокированный в Донузлаве последний корабль ВМС Украины в Крыму — тральщик «Черкассы».
28 марта 2014 года В. В. Путин приказал министерству обороны РФ передать Украине военную технику крымских частей, отказавшихся переходить на сторону России. Министр обороны России С. К. Шойгу пояснил, что речь идёт в том числе о корабельном составе.
По данным главкома ВМФ России В. В. Чиркова, 1 апреля в Крыму и Севастополе остались 79 кораблей Черноморского флота Украины, из них 25 боевых, остальные — суда обеспечения.
1 апреля 2014 года Украина приступила к выводу своего флота из Крыма.
19 апреля 2014 года российской стороной украинской стороне были переданы семь кораблей: десантный корабль «Кировоград», корвет «Винница», плавучая база «Золотоноша», артиллерийский катер «Херсон», буксир «Ковель», танкер «Горловка» и буксирный катер «Новоозёрное». 17 июня 2014 года, ввиду обострения вооружённого конфликта на востоке Украины, российская сторона заявила о приостановке передачи судов ВМСУ. В Крыму остались 9 бывших кораблей ВМСУ, 20 октября 2014 года списанные корабли и катера ВМСУ были разделены между крымскими республиканскими ведомствами.
По состоянию на 2 июля 2015 года под российским контролем оставались 16 единиц корабельного состава ВМСУ.

### Изменения после крымских событий

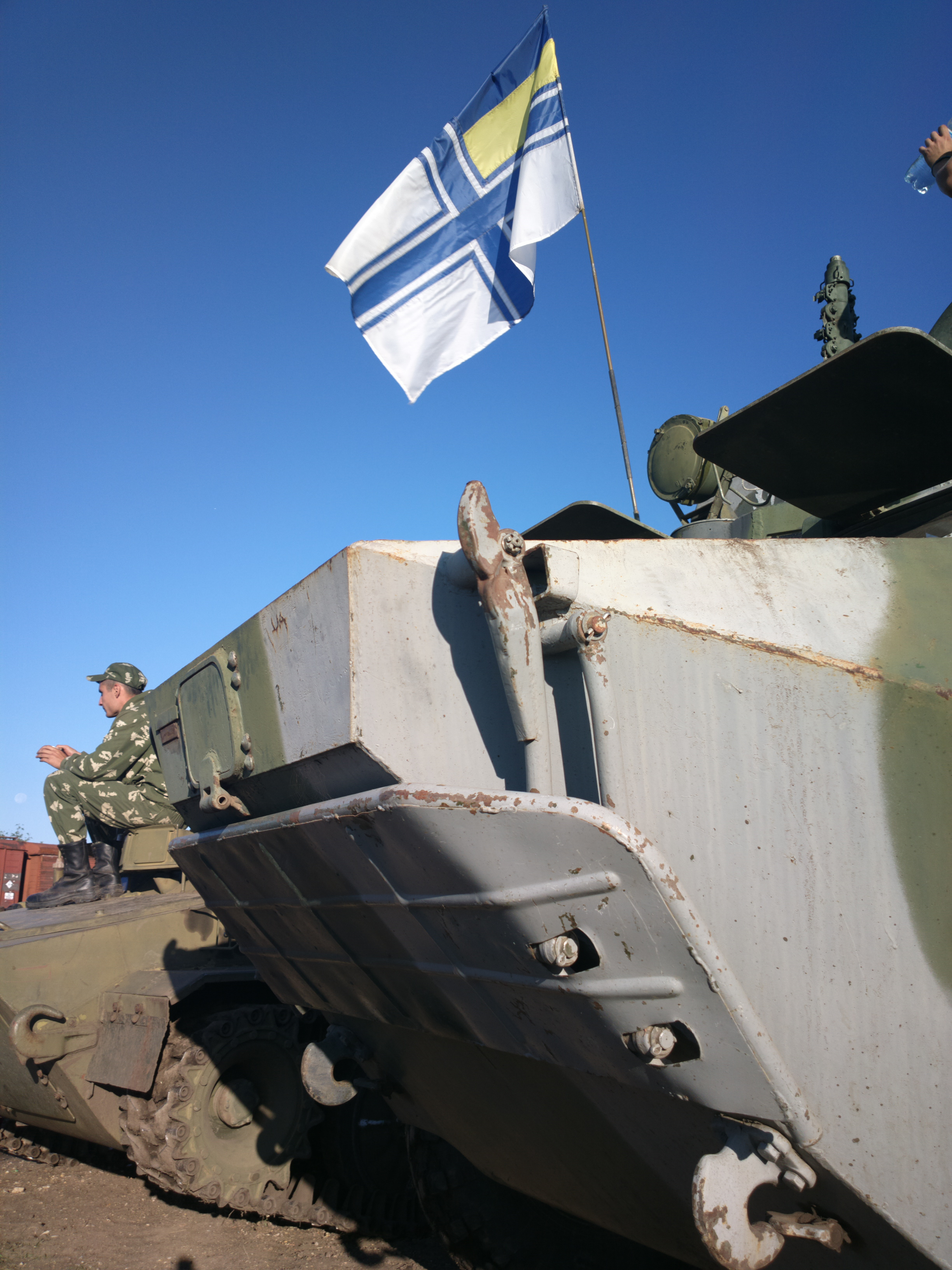
Украинская морская пехота в зоне проведения АТО. Август 2015 года

С лета 2014 года подразделения ВМС Украины принимают участие в Вооружённом конфликте на востоке Украины.
4 июня 2014 Кабинет министров Украины принял постановление № 163, в соответствии с которым в Севастополе были официально ликвидированы Академия военно-морских сил имени П. С. Нахимова и военно-морской колледж старшинского состава при ней. Вместо них в Одессе были созданы военно-морской факультет Одесской национальной морской академии и отделение военной подготовки в мореходном колледже технического флота при ней.
17 августа 2014 года в боях под Донецком погиб командир 73-го морского центра специальных операций капитан 2-го ранга (посмертно представлен к званию капитан 1-го ранга) Алексей Зинченко.

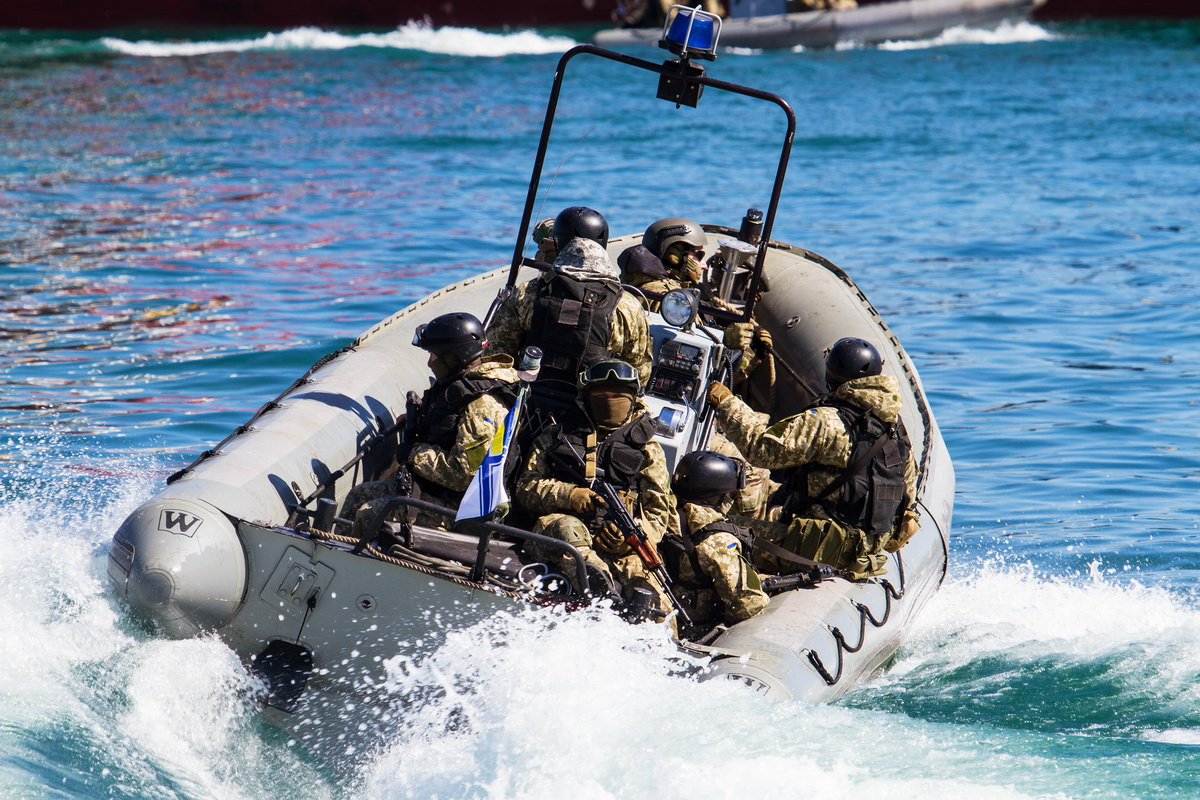
Обеспечение безопасности в Одесском морском порту

28 января 2015 года в соответствии с указом президента Украины № 39 были изменены штаты вооружённых сил Украины. Общее количество адмиралов и генералов в военно-морских силах было увеличено до 13 человек (но 4 должности адмиралов разрешено заместить офицерами в звании генерал-майора).
Указом Президента Украины Петра Порошенко от 12 июня 2015 года День военно-морских сил Украины отмечается в первое воскресенье июля.
20 июля 2015 года из 1-го Феодосийского, 501-го Керченского батальонов морской пехоты и 36-й бригады береговой обороны была сформирована 36-я отдельная бригада морской пехоты имени Константина Ольшанского. В ноябре 2015 года был сформирован 137-й отдельный батальон морской пехоты.
В апреле 2016 года Президент Украины принял решение о передаче ВМС Украины в качестве штаба комплекса зданий и сооружений факультета тыла расформированного Одесского института сухопутных войск. В мае 2016 года 73-й морской центр специальных операций перешёл в состав Сил специальных операций Вооружённых Сил Украины.
13 июля 2016 года постановлением Кабинета министров Украины на базе факультета был создан Институт Военно-морских сил Национального университета «Одесская морская академия».
12 января 2018 года президент России Владимир Путин заявил, что Россия готова продолжить процесс возврата Украине военной техники ВСУ из Крыма. В сентябре 2018 года, на фоне обострения в начале года конфликта вокруг Азово-Керченской акватории, было начато создание Азовской военно-морской базы ВМС Украины со штабом в Бердянске.

## Современное состояние
По состоянию на 2018 год подразделения Военно-морских сил Украины участвуют в Вооружённом конфликте на востоке Украины, антитеррористических операциях НАТО «Активные усилия» и ВМС Турции «Черноморская гармония», дежурят в составе боевой тактической группы Европейского союза «Хелброк» и Сил быстрого реагирования НАТО. Кроме того, на территории Украины прошли международные морские учения «Си Бриз-2016», реализуется «План достижения целей партнёрства силами и средствами Военно-морских сил ВС Украины, выделенными для участия в процессе планирования и оценки сил (ППОС) и Концепции оперативных возможностей НАТО (КОВ)».

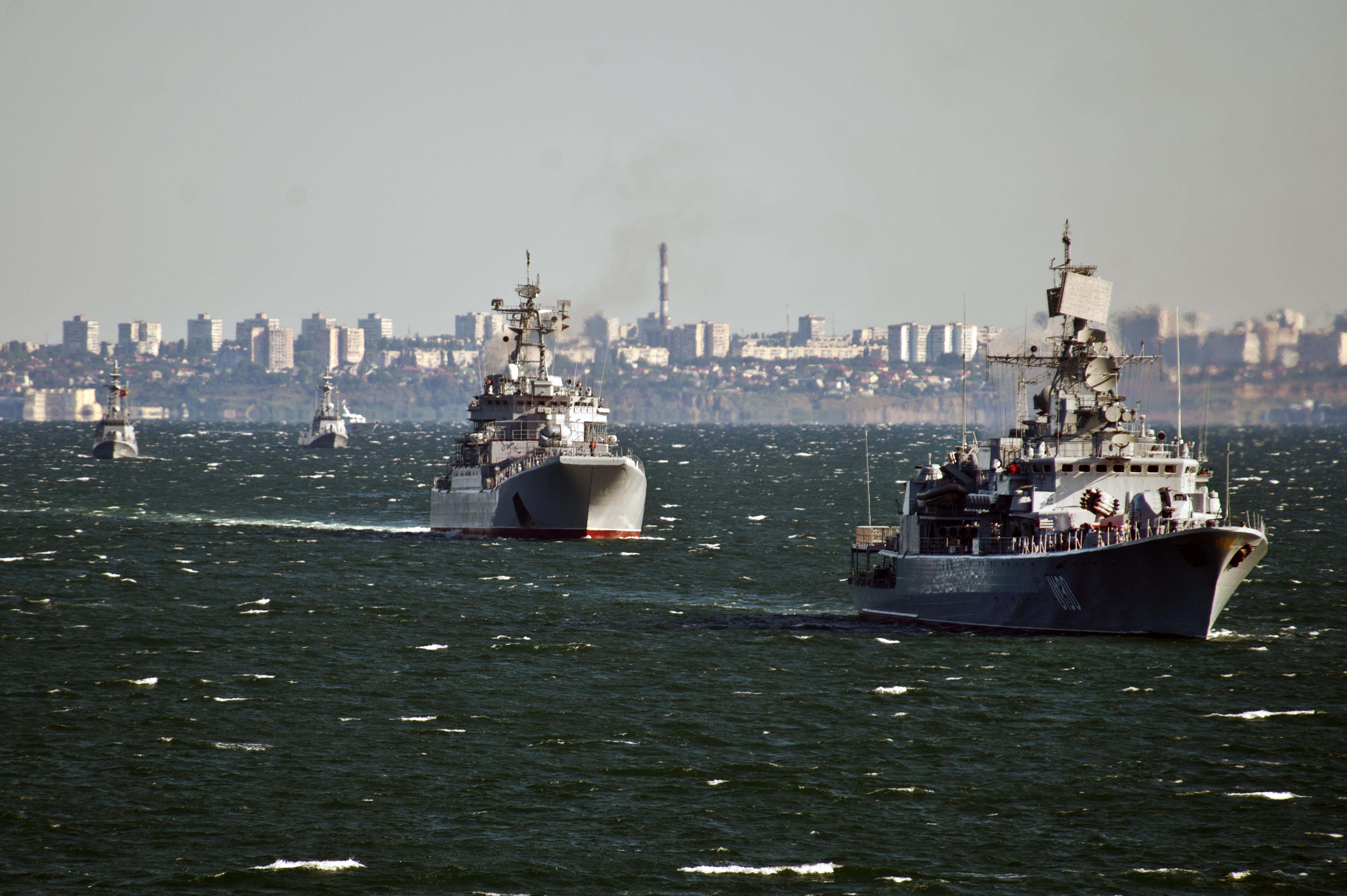
Флагман ВМС Украины «Гетман Сагайдачный» (F-130)

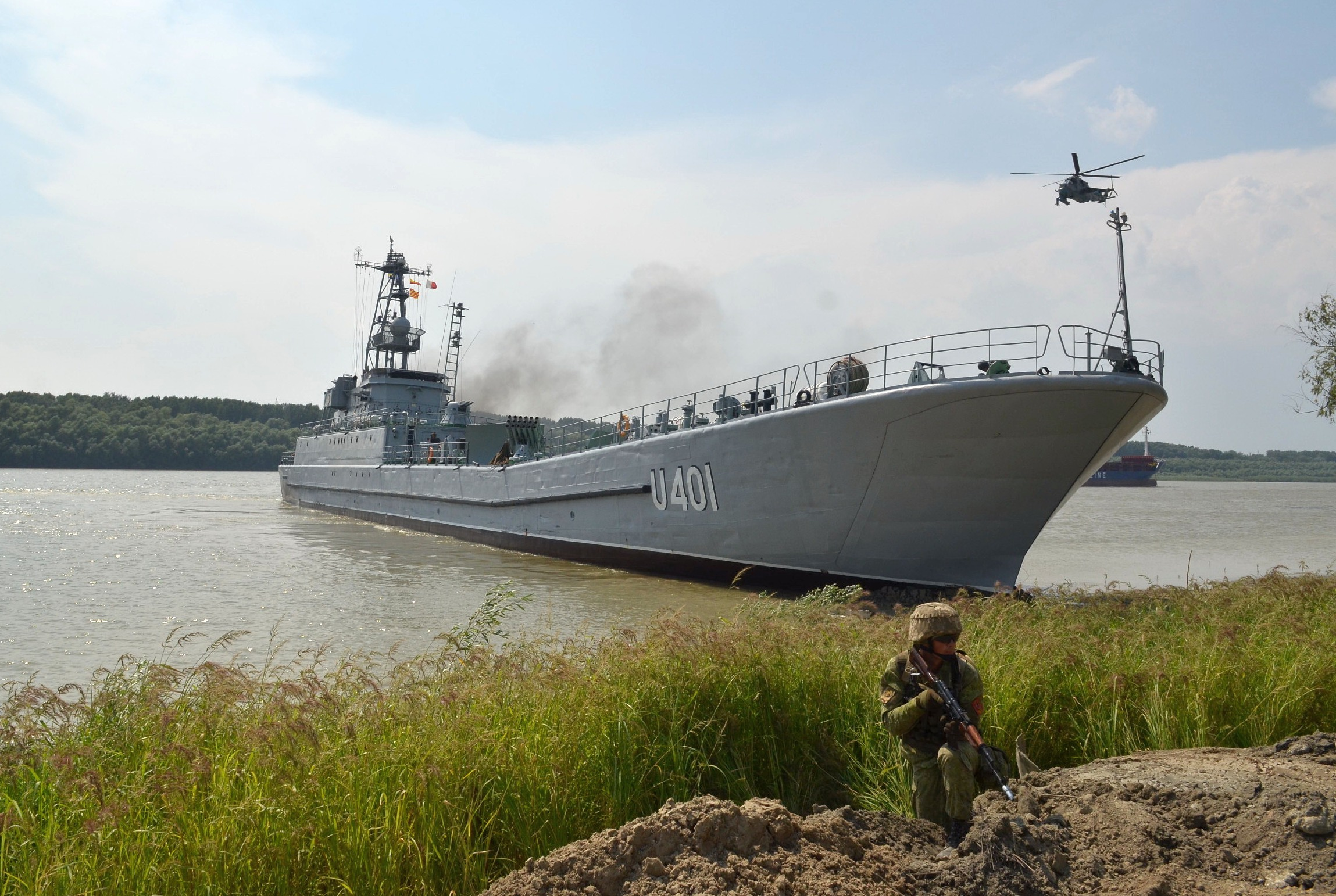
Десантный корабль «Юрий Олефиренко» на учениях в Одесской области, 2016 год

### Структура
В состав Военно-морских сил Украины входят:
- Командование (укр. Командування) — в/ч А0456, г. Одесса
  - Кадровый центр (укр. Кадровий центр)
- 73-й морской центр специальных операций (укр. Центр морських операцій) — Очаков (в настоящее время переподчинён от ВМС к Силам специальных операций Украины)
- Центр навигации, гидрографии и гидрометеорологии (укр. Центр навігації, гідрографії та гідрометеорологі)
- Надводные силы (укр. Надводні сили):
  -  Западная военно-морская база — в/ч А2238, г. Одесса:
    -  30-й дивизион надводных кораблей, до 2018 года именовался 1-я бригада надводных кораблей — в/ч А0937.
    - 1-й дивизион охраны и обеспечения — в/ч А2951.
    -  24-й отдельный дивизион речных катеров[укр.] — в/ч А1368.
    - 28-й дивизион вспомогательных судов в/ч А3053, Одесса, ранее до 2014 года 28-й отдельный дивизион аварийно-спасательной службы — в/ч А4414, Севастополь.

  - Южная военно-морская база — в/ч А3130, г. Николаев:
    -  29-й дивизион надводных кораблей, до 2018 года именовался 5-я бригада надводных кораблей — в/ч А0898, Очаков.
    - 8-й дивизион охраны и обеспечения — в/ч А4288 и А4424.
    - Также у руководства Украины есть планы по созданию военной флотилии на Киевском водохранилище с переброской туда бронекатеров.
- Морская авиация (укр. Морська авіація):
  -  10-я отдельная морская авиационная бригада[укр.][78] — в/ч А1100, с. Чернобаевка, Херсонская область:
    - Морская авиационная эскадрилья.
    - Морская вертолётная эскадрилья.
- Командование морской пехоты (укр. Командування морської піхоти):
  -  Морская пехота (укр. Морська піхота):
    - 35-я отдельная бригада морской пехоты — в/ч А0216, с. Дачное, Одесская область:
      - Отдельный батальон морской пехоты — в/ч А2613, г. Болград, Одесская область;
      -  137-й отдельный батальон морской пехоты — в/ч А3821, с. Дачное, Одесская область.

    -  36-я отдельная бригада морской пехоты имени контр-адмирала Михаила Белинского — в/ч А2802, г. Николаев. Формирование объединило в 2014 году 1-й отдельный батальон морской пехоты, 501-й отдельный батальон морской пехоты и 36-ю отдельную бригаду береговой обороны:
      -  1-й отдельный Феодосийский батальон морской пехоты имени Константина Ольшанского — в/ч А2777, г. Николаев;
      -  501-й отдельный батальон морской пехоты — в/ч А1965, г. Бердянск, Запорожская область;
      -  503-й отдельный батальон морской пехоты — в/ч А1275, г. Мариуполь, Донецкая область;
      - В феврале 2017 года был поднят вопрос о формировании подразделения бригады морской пехоты из граждан разных национальностей, которые являются выходцами из Крыма, в том числе членов крымскотатарской общественной организации «Аскер». Формирование этого подразделения будет происходить с учётом вероисповедания и традиций личного состава[79].

  - Береговая артиллерия (укр. Берегова артилерія):
    -  406-я отдельная артиллерийская бригада им. генерал-хорунжего Алексея Алмазова[укр.] — в/ч А2062, г. Николаев.
    -  32-й реактивный артиллерийский полк — в/ч А1325, с. Дачное, Одесская область.
- Специальные войска (обеспечение боевой деятельности) (укр. Спеціальні війська (забезпечення бойової діяльності):
  - 56-я комендатура охраны и обслуживания — в/ч А3519, г. Одесса.
  - 30-й командно-разведывательный центр — в/ч А3318, г. Одесса.
  -  Центр радиоэлектронной разведки.
  - 114-я расчётно-аналитическая станция.
  - 133-й центр криптографической и технической защиты информации — в/ч А3346, г. Одесса.
  - 29-й морской разведывательный пункт — в/ч А1430, г. Очаков, Николаевская область.
  -  801-й отдельный отряд борьбы с подводными диверсионными силами и средствами[укр.] — в/ч А1420, г. Одесса.
    - В состав входит команда борьбы с боевыми пловцами, группа специального назначения и подразделения обеспечения.

  - 37-й отдельный полк связи[укр.] — в/ч А1492, Радостное, Одесская область.
  - 68-й объединённый информационно-телекоммуникационный узел — г. Одесса.
  - Центр оперативного (боевого) обеспечения — в/ч А3835, г. Одесса.
  -  84-й арсенал минно-торпедного вооружения — в/ч А2637, г. Очаков, Николаевская область.
  - 222-й отдельный автомобильный батальон — в/ч А2904.
- Военно-учебные заведения: (укр. Військово-навчальні заклади):
  -  Национальный университет «Одесская морская академия»:
    - Институт Военно-морских сил
      - Научно-исследовательский институт «Государственный океанариум» — в/ч А1113, г. Одесса.

    -  Отделение военной подготовки Мореходного колледжа технического флота

  - 198-й учебный центр ВМС Украины[укр.] — в/ч А3163, г. Николаев[80] — создание начато весной 2014[81], открыт 5 ноября 2014[82]
  -  203-й центр подготовки сержантского состава ВМС[укр.] — г. Одесса.
- Подшефные общеобразовательные учреждения (укр. Підшефні загальноосвітні заклади):
  -  Общеобразовательная школа № 24 «Морской лицей» (г. Одесса)[83]
- Средства массовой информации ВМС Украины[84] (укр. Засоби масової інформації ВМС України):
  - Журнал «Морська держава»
  - Газета «Флот Украины»
  - Телерадиоцентр ВМС Украины «Бриз»

### Состояние, состав и вооружение

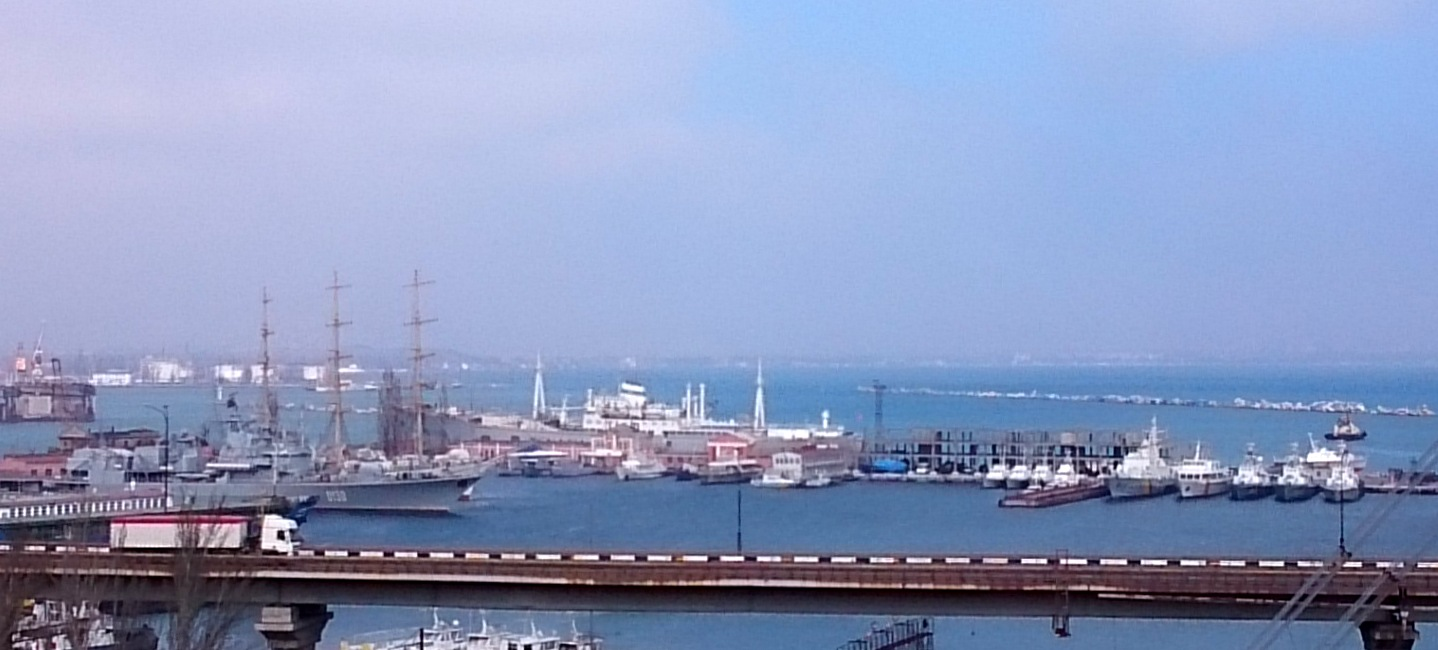
Фрегат «Гетман Сагайдачный» и катера ВМС Украины в Одесской гавани

#### Боевые корабли и суда вспомогательного флота
В 1994 году в военно-морских силах Украины введён стандарт, по которому корабль или судно имеют бортовой номер с латинской буквой «U» (т. н. префикс) и цифровым обозначением. Например, «U130» — фрегат «Гетман Сагайдачный». Названия кораблям присваиваются в честь различных городов Украины, исключением являются «Гетман Сагайдачный» и «Юрий Олефиренко» (до 3 июля 2016 года «Кировоград»). Весной 2018 года в этот стандарт были внесены изменения: нумерация осталась прежней, а литерное обозначение кораблей и судов стало соответствовать их классу: «F» — фрегаты и корветы, «Р» — патрульные корабли и катера, «М» — минно-тральные корабли, «L» — десантные корабли и катера, «А» — вспомогательные суда.
До 2022 года флагманом ВМСУ являлся фрегат проекта 1135.1 F130 «Гетман Сагайдачный». Общий численный состав насчитывает более 50 боевых и десантных кораблей, катеров, вспомогательных и специальных судов, которые разделены на две бригады надводных кораблей, два дивизиона кораблей охраны и обеспечения и дивизион поисково-спасательных судов.

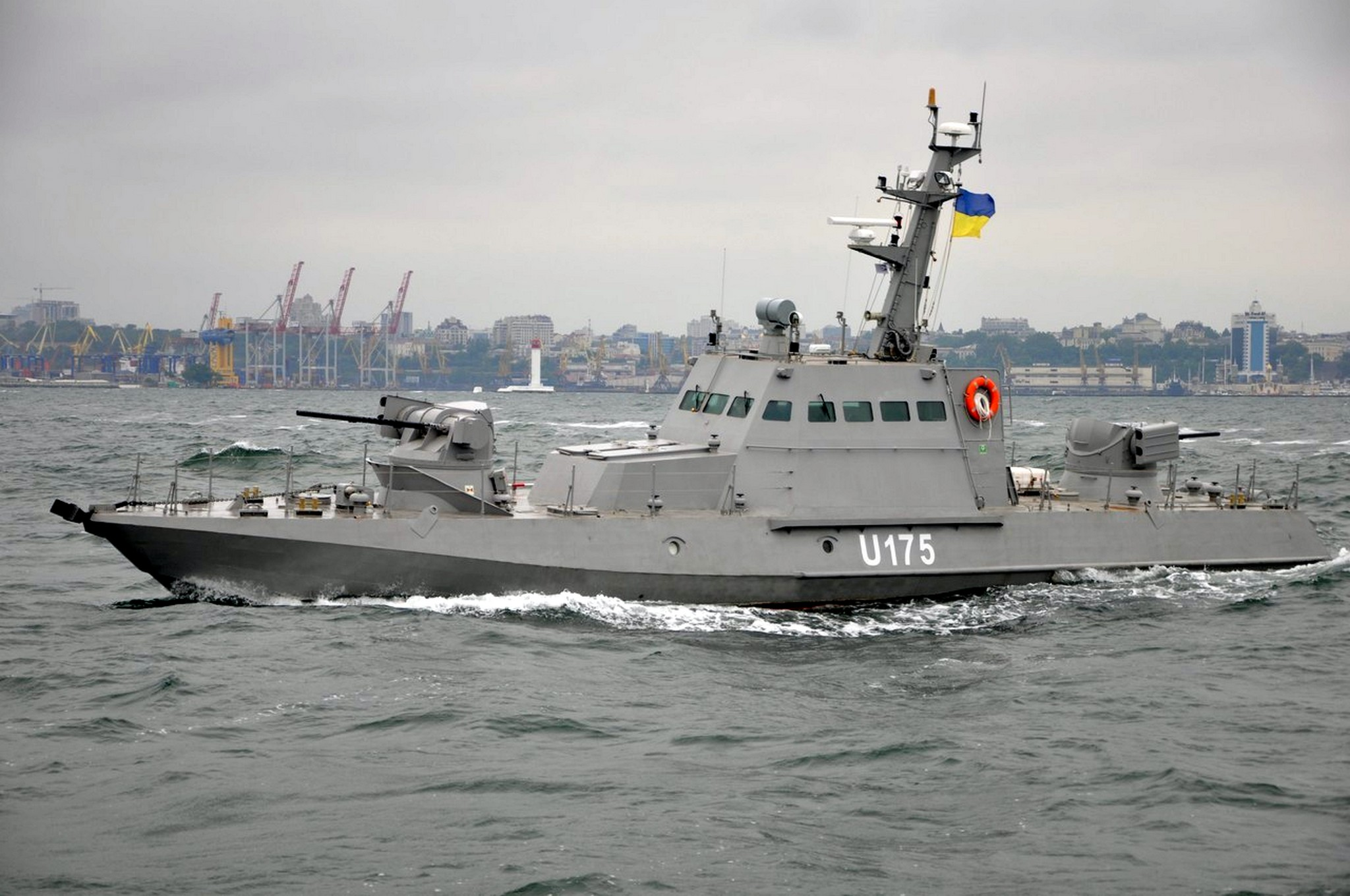
Артиллерийский катер P175 «Бердянск» — представитель перспективного проекта 58155 «Гюрза-М»

Основу кораблей ВМС Украины составляют бывшие корабли Черноморского флота ВМФ СССР и Пограничных войск КГБ СССР. Помимо этого, с 1992 года на вооружение ВМСУ поступают боевые корабли и суда вспомогательного флота украинской постройки, это: корабль управления проекта 1288.4 «Славутич» (построен в 1992 году, с 2014 года контролируется Россией), фрегат проекта 1135.1 «Гетман Сагайдачный» (построен в 1993 году), морской пассажирский катер проекта 14301 (типа ОМ-101) «Острог» (построен в 1993 году, списан в 2013 году), малый десантный корабль проекта 12322 «Донецк» (построен в 1993 году, списан в 2008 году), корветы проекта 1124МУ «Луцк» (построен в 1993 году, с 2014 года контролируется Россией) и «Тернополь» (построен в 2006 году, с 2014 года контролируется Россией), артиллерийские катера проекта 58155 «Бердянск», «Аккерман» (построены в 2016 году), «Вышгород», «Кременчуг», «Лубны» и «Никополь» (построены в 2018 году). Также в состав флота поступают быстроходные жёстко-корпусные надувные лодки производства американской компании Willard Marine Inc.: 2 Sea Force 11М длиной 11 метров, 3 Sea Force 7М длиной 7 метров и 3 Sea Force 540 длиной 5 метров были закуплены в 2009—2010 годах; ещё 2 Sea Force 11М и 3 Sea Force 730 длиной 7 метров были переданы Украине в 2015 году в качестве нелетальной военной помощи.
По состоянию на январь 2018 года 5 кораблей, предназначенных для ВМС Украины, находятся в постройке — ракетный крейсер проекта 1164 «Украина» (заложен в 1984 году, 29 января 2021 года кабмин Украины принял решение о продаже или утилизации крейсера), корвет проекта 58250 «Владимир Великий» (заложен в 2011 году), малый разведывательный корабль проекта 502ЭМ (заложен в 1991 году), 2 десантно-штурмовых катера проекта 58181 (заложены в 2016 году). Также рассматривается вопрос перехода в совместное пользование Института ВМС и Национального университета «Одесская морская академия» учебного фрегата «Дружба» принадлежащего, по стоянию на октябрь 2016 года, НУ «ОМА», ожидается передача 2 патрульных катеров типа «Island» со стороны США. 21 октября 2019 года в Одессу были доставлены два катера типа Island. Кроме того, в интересах ВМС Украины ведутся опытно-конструкторские работы по разработке технического проекта ракетного катера «Лань» и 1 вспомогательного судна конфискованного ранее ГПСУ.

#### Морская авиация

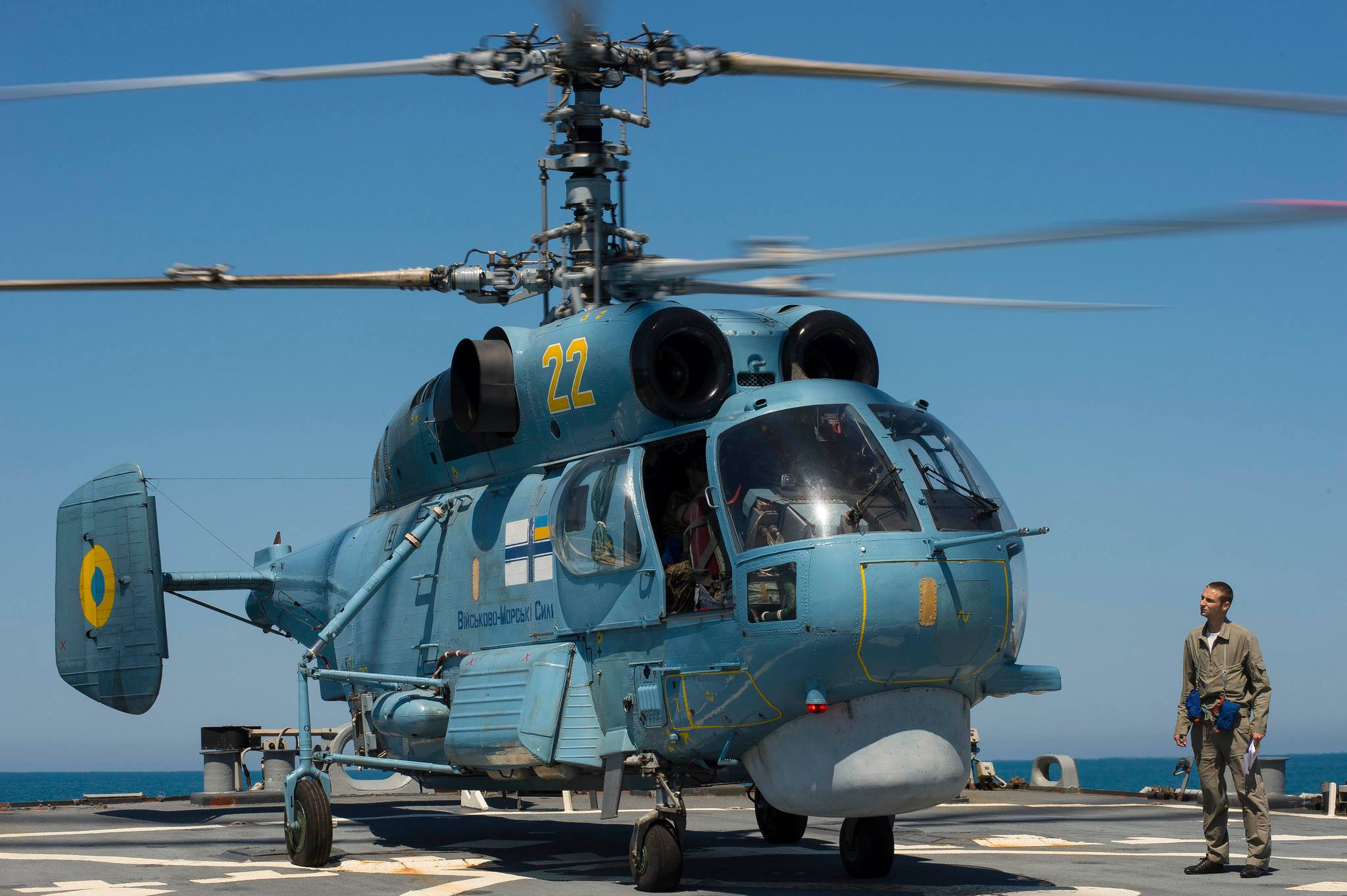
Украинский вертолёт Ка-27 на палубе американского эсминца USS Ross (DDG-71). Июнь 2015 года

По состоянию на 2016 год авиация ВМС Украины состоит из одной бригады, включающей в себя авиационную и вертолётную эскадрильи и имеющей противолодочную, транспортную и поисково-спасательную компоненты.
Основными задачами морской авиации являются: огневая поддержка, ведение воздушной разведки, транспортное обеспечение, участие в аварийно-спасательных и поисковых операциях.
На вооружении состоит техника советского производства, как самолёты (2 Бе-12 в небоеспособном состоянии и 2 Ан-26 на хранении), так и вертолёты (не менее 4 Ка-27, 3 Ми-14ПС или ПЛ, 1 Ка-29, 1 Ка-226).
К 2019 году ожидается принятие на вооружение патрульного самолёта Ан-148МП, по состоянию на 2016 год находящегося в разработке.
25 марта 2014 года авиабаза в Новофёдоровке перешла под контроль России, авиация была передислоцирована в Николаев.

#### Морская пехота, артиллерия и спецназ

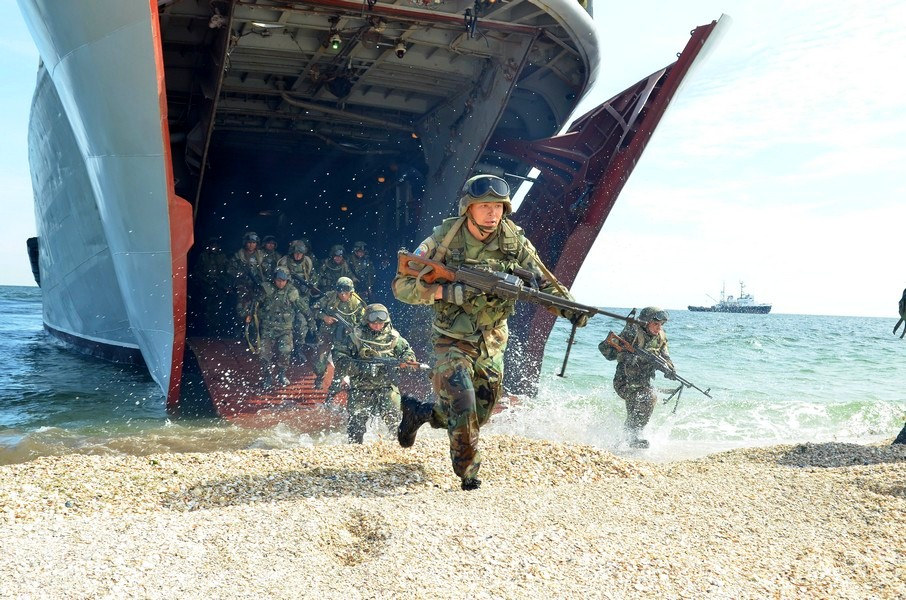
Высадка морской пехоты с десантного корабля «Юрий Олефиренко». 10 сентября 2015 года

По состоянию на 2021 год в состав ВМС Украины входят две отдельные бригады (35 и 36) и батальон морской пехоты, артиллерийская бригада и полк реактивной артиллерии, а также ряд подразделений специального назначения.
Морская пехота считается элитным родом войск в составе ВМС Украины. Её задачей являются действия на приморском направлении относительно захвата или удержания важных пунктов и участков побережья в тесном взаимодействии с другими родами войск ВМС Украины.
Основным заданием артиллерии ВМС Украины является поражение надводных целей противника в территориальном море и огневая поддержка действий морской пехоты на приморском направлении. По состоянию на 2016 год флотские артиллеристы как выполняют задачи в зоне проведения АТО, так и несут боевое дежурство по артиллерийскому прикрытию определённых районов южных областей Украины.
Из огнестрельного оружия на их вооружении остаются образцы советского производства, в 2009 году на вооружение был принят российский гладкоствольный карабин Сайга-12К Tactical. Из техники — образцы советского, украинского, американского и британского производства:

##### Список техники
| Тип                                   | Изображение  | Производство   | Назначение                                                                          | Количество           | Примечания |              |
| Бронетехника                          | Бронетехника | Бронетехника   | Бронетехника                                                                        | Бронетехника         | Бронетехника | Бронетехника |
| ------------------------------------- | ------------ | -------------- | ----------------------------------------------------------------------------------- | -------------------- | --- | ------------ |
| Т-80БВ (модифицированные)             |              | СССР/ Украина  | Основной боевой танк                                                                |                      | |              |
| Т-64БВ                                |              | СССР           | Основной боевой танк                                                                | Некоторое количество | |              |
| AMX-10RC                              |              | Франция        | Kолёсный танк                                                                       | 35                   | |              |
| БМП-1                                 |              | СССР           | Боевая машина пехоты                                                                | Некоторое количество | |              |
| БМП-3                                 |              | СССР           | Боевая машина пехоты                                                                | Некоторое количество | |              |
| Marder 1A3                            |              | Германия       | Боевая машина пехоты                                                                | Некоторое количество | |              |
| БТР-80                                |              | СССР           | Бронетранспортёр                                                                    | Некоторое количество | |              |
| БТР-60                                |              | СССР           | Бронетранспортёр                                                                    | Некоторое количество | |              |
| МТ-ЛБ                                 |              | СССР           | Бронетранспортёр                                                                    | Некоторое количество | |              |
| XA-185 Sisu                           |              | Финляндия      | Бронетранспортёр                                                                    | 26                   | |              |
| ACSV                                  |              | Канада         | Бронетранспортёр                                                                    | Некоторое количество | |              |
| СБА «Варта»                           |              | Украина        | MRAP                                                                                | Некоторое количество | |              |
| ББМ «Казак-2»                         |              | Украина        | MRAP                                                                                |                      | [ 104 ] |              |
| BMC «Kirpi»                           |              | Турция         | MRAP                                                                                | Некоторое количество | [ 105 ] |              |
| Mastiff                               |              | США            | MRAP                                                                                | 17                   | |              |
| ПРП-4 «Нард»                          |              | СССР           | Подвижный разведывательный пункт                                                    |                      | [ 106 ] |              |
| AT105 Saxon                           |              | Великобритания | Машина спецсвязи                                                                    |                      | 20 июня 2015 года 55 машин поставлено из Великобритании. 2 из них переданы Морской пехоте ВМС Украины и при поддержке волонтёров «People’s Project» переоборудованы в машины специальной связи. |              |
| СЭМ                                   |              | Украина        | Санитарно-эвакуационная машина                                                      |                      | [ 109 ] |              |
| Автомобильная техника                 |              |                |                                                                                     |                      | |              |
| КрАЗ-5233ВЕ «Спецназ»                 |              | Украина        | Грузовой автомобиль повышенной проходимости                                         |                      | [ 110 ] |              |
| HMMWV M998                            |              | США            | Автомобиль повышенной проходимости                                                  |                      | Оснащены пулемётами ДШК |              |
| Плавсредства                          |              |                |                                                                                     |                      | |              |
| Willard Sea Force 11M                 |              | США            | Быстроходная жёстко-корпусная надувная лодка                                        | 2                    | 30 января 2015 года 5 лодок поставлено из США. 4 из них переданы спецподразделениям ВМС Украины.                                                                                                |              |
| Willard Sea Force 730                 |              | США            | Быстроходная жёстко-корпусная надувная лодка                                        | 2                    | 30 января 2015 года 5 лодок поставлено из США. 4 из них переданы спецподразделениям ВМС Украины.                                                                                                |              |
| Metal Shark's 7M RIB                  |              | США            | Быстроходная жёстко-корпусная надувная лодка                                        | 10                   | |              |
| Wing                                  | —            | США            | Надувная лодка                                                                      | 70                   | |              |
| Brig                                  | —            | Украина        | Надувная лодка                                                                      | н/д                  | |              |
| Противокорабельные ракетные комплексы |              |                |                                                                                     |                      | |              |
| «Гарпун»                              |              | США            | противокорабельный ракетный комплекс                                                | Некоторое количество | Переданы Данией, США и Великобританией в 2022 году |              |
| «Brimstone»                           |              | Великобритания | противокорабельный ракетный комплекс                                                | Некоторое количество | Переданы Великобританией в 2022 году |              |
| Robot 17                              |              | Швеция         | противокорабельный ракетный комплекс                                                | н/д                  | Переданы Швецией в 2022 году |              |
| РК-360МЦ «Нептун»                     |              | Украина        | противокорабельный ракетный комплекс                                                | Некоторое количество | [ 120 ] |              |
| Артиллерия и РСЗО                     |              |                |                                                                                     |                      | |              |
| 9К57 «Ураган»                         |              | СССР           | 220-мм РСЗО                                                                         | Некоторое количество | |              |
| 2С1 «Гвоздика»                        |              | СССР           | 122-мм самоходная гаубица                                                           | Некоторое количество | |              |
| 2С22 «Богдана»                        |              | Украина        | 155-мм САУ                                                                          | Некоторое количество | [ 121 ] |              |
| 2А36 «Гиацинт-Б»                      |              | СССР           | 152-мм пушка                                                                        | Некоторое количество | |              |
| Д-20                                  |              | СССР           | 152-мм гаубица-пушка                                                                | Некоторое количество | |              |
| МТ-12                                 |              | СССР           | 100-мм противотанковое орудие                                                       | Некоторое количество | |              |
| БПЛА                                  |              |                |                                                                                     |                      | |              |
| Bayraktar TB2                         |              | Турция         | ударный оперативно-тактический БПЛА                                                 |                      | [ 122 ] |              |
| Средства ПВО                          |              |                |                                                                                     |                      | |              |
| ЗСУ-23-4 «Шилка»                      |              | СССР           | ЗСУ                                                                                 | Некоторое количество | |              |
| Радары                                |              |                |                                                                                     |                      | |              |
| СР-210 «Дельта»                       |              | Украина        | Мобильная когерентно-импульсная твердотельная двухкоординатная РЛС кругового обзора | не менее 2           | Принята на вооружение в 2011 году. В 2013 году было закуплено 2 станции. |              |
| Перспективная техника                 |              |                |                                                                                     |                      | |              |
| БТР-4М                                |              | Украина        | Бронетранспортёр                                                                    |                      | Ожидается поставка в интересах ВМС |              |
| БМ-21У «Верба»                        |              | Украина        | 122-мм РСЗО                                                                         |                      | Ожидается принятие на вооружение ВМС |              |
| Минерал-У                             |              | Украина        | Комплекс разведки и целеуказания                                                    |                      | Ожидается поставка в интересах ВМС |              |

#### Тыл и учебные заведения

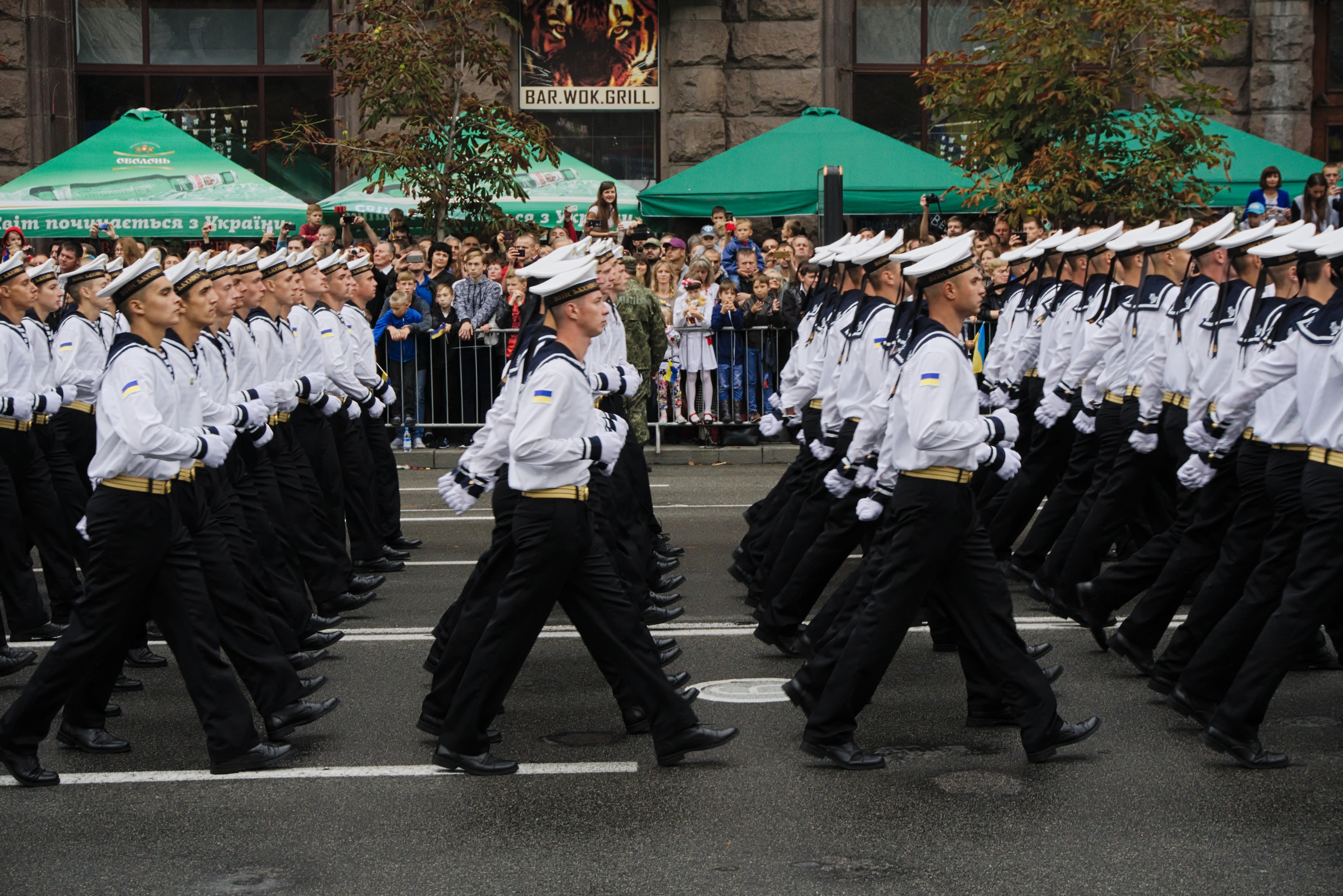
Курсанты Института ВМС на параде в честь Дня независимости Украины. Киев, 24 августа 2016 года

Памятный знак 10-летия основания ВМС Украины в Севастополе (демонтирован в 2014 году)

Тыл ВМС Украины состоит из частей и учреждений оперативного, боевого, технического и тылового обеспечения. В их возможности входят ремонтные работы на кораблях и судах, восстановление вооружения и военной техники.
Система военно-морских учебных заведений по состоянию на 2016 год включает: Институт Военно-морских сил и Отделение военной подготовки мореходного колледжа технического флота в составе Национального университета «Одесская морская академия», Учебный центр Военно-морских сил ВС Украины и Военно-морской лицей.
Институт Военно-морских сил Национального университета «Одесская морская академия» является правопреемником Академии военно-морских сил имени П. С. Нахимова. Он производит подготовку специалистов для национального флота и студентов высших учебных заведений по программе офицеров запаса. Курсанты проходят морскую практику и имеют возможность стажироваться на кораблях и в воинских частях как национальных Военно-морских сил Украины, так и стран-членов НАТО.
Подготовка кадров для подразделений береговой компоненты ВМС Украины происходит в Академии сухопутных войск имени гетмана Петра Сагайдачного и Военной академии в Одессе.
Отделение военной подготовки мореходного колледжа технического флота Национального университета «Одесская морская академия» готовит младших специалистов по пяти специализациям. Выпускники колледжа могут занимать старшинские должности техников и старшин команд на кораблях различных классов или продолжить обучение в высшей школе.
Учебный центр ВМС ВС Украины проводит подготовку военнослужащих военной службы по контракту и военнослужащих срочной военной службы по военно-морским специальностям.
Военно-морской лицей обеспечивает социальной защитой и государственной поддержкой в вопросе воспитании детей, повышает их мотивацию к службе на флоте.
По состоянию на 2016 год ряд украинских курсантов проходят обучение в Великобритании. Со стороны ВМС Турции также поступили предложения проводить совместную подготовку украинских моряков всех уровней, обучение на базе учебных центров и учебных заведений Турции, а также комплексную подготовку экипажей кораблей. Был согласован вопрос о предоставлении советника командующего по процессу подготовки кадров из состава ВМС Турции.

## Флаги кораблей и судов
| Флаг | Гюйс | Вымпел боевых кораблей |
| ---- | ---- | ---------------------- |
|      |      |                        |

## Знаки различия

### Адмиралы и офицеры
| Категории               | Адмиралы | Адмиралы     | Адмиралы      | Старшие офицеры | Старшие офицеры | Старшие офицеры | Младшие офицеры   | Младшие офицеры   | Младшие офицеры | Младшие офицеры    |
| ----------------------- | -------- | ------------ | ------------- | --------------- | --------------- | --------------- | ----------------- | ----------------- | --------------- | ------------------ |
|                         |          |              |               |                 |                 |                 |                   |                   |                 |                    |
|                         |          |              |               |                 |                 |                 |                   |                   |                 |                    |
| Код НАТО                | OF-9     | OF-8         | OF-7          | OF-5            | OF-4            | OF-3            | OF-2              | OF-2              | OF-1            | OF-1               |
| Украинское звание       | Адмірал  | Віце-адмірал | Контр-адмірал | Капітан 1 рангу | Капітан 2 рангу | Капітан 3 рангу | Капітан-лейтенант | Старший лейтенант | Лейтенант       | Молодший лейтенант |
| Российское соответствие | Адмирал  | Вице-адмирал | Контр-адмирал | Капитан 1 ранга | Капитан 2 ранга | Капитан 3 ранга | Капитан-лейтенант | Старший лейтенант | Лейтенант       | Младший лейтенант  |

### Старшины и матросы
| Категории               | Мичманы                     | Мичманы            | Старшины                      | Старшины          | Старшины          | Старшины          | Матросы        | Матросы |
| ----------------------- | --------------------------- | ------------------ | ----------------------------- | ----------------- | ----------------- | ----------------- | -------------- | ------- |
|                         |                             |                    |                               |                   |                   |                   |                |         |
| Код НАТО                | OR-9                        | OR-8               | OR-7                          | OR-6              | OR-5              | OR-4              | OR-3           | OR-1    |
| Украинское звание       | Головний майстер — старшина | Майстер — старшина | Головний корабельний старшина | Головний старшина | Старшина 1 статті | Старшина 2 статті | Старший матрос | Матрос  |
| Российское соответствие | Старший мичман              | Мичман             | Главный корабельный старшина  | Главный старшина  | Старшина 1 статьи | Старшина 2 статьи | Старший матрос | Матрос  |

### Знаки на головные уборы

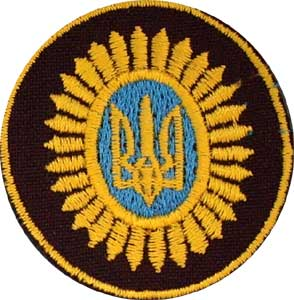
На берет для матросов и старшин ВМС
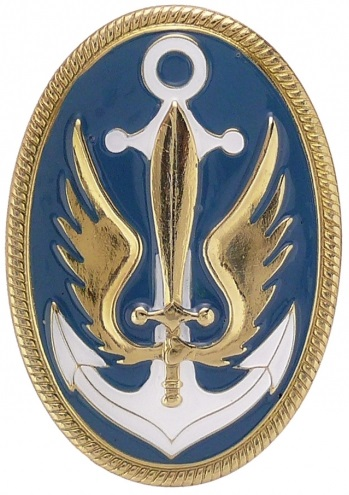
На берет для военнослужащих морской пехоты
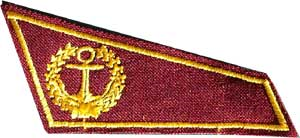
Вымпел ВМС на берет

## Командующие ВМС Украины
Командующие Военно-морскими силами Украины за время их существования:
- апрель 1992 — октябрь 1993 — вице-адмирал Борис Кожин
- октябрь 1993 — октябрь 1996 — вице-адмирал Владимир Бескоровайный[128].
- 28 октября 1996 — 20 мая 2003 — адмирал Михаил Ежель
- 21 мая 2003 — 23 марта 2006 — вице-адмирал Игорь Князь[129][130].
- 23 марта 2006 — 17 марта 2010 — адмирал Игорь Тенюх[131][132].
- 18 марта 2010 — 26 июля 2012 — адмирал Виктор Максимов[133][134].
- 27 июля 2012 — 19 февраля 2014 — адмирал Юрий Ильин[135][136].
- 1 марта — 2 марта 2014 — контр-адмирал Денис Березовский[137][138].
- 7 марта 2014 — 15 апреля 2016 — вице-адмирал Сергей Гайдук[139][140][141][142][143].
- 2 июля (с 25 апреля — и. о.) 2016 — 11 июня 2020 — генерал-лейтенант (с присвоением звания вице-адмирала) Игорь Воронченко[144][145][146][147][148].
- с 11 июня 2020 — вице-адмирал Алексей Неижпапа[149].

## Марш ВМС Украины
Слова: Леонида Курявенко 

Музыка: Валерия Громцева 

Марш ВМС Украины в исполнении А. Иванова (укр.)
| Слова песни Нашої державності оплот, Кримського південного кордону — Український Чорноморський флот Забезпечить міцну оборону. Синьо-жовтий прапор майорить, Прийнята присяга Україні, Будуть вірно моряки служить Незалежній молодій країні. Припев: Браття! Послужим Україні ми! За Чорне море станемо грудьми! За наш чудовий і чарівний Крим! За Український прапор, що над ним! (повторяется дважды) Другий куплет: Хай завжди на морі буде штиль. А якщо проб'є сигнал тривоги — Моряки підуть напроти хвиль І піднімуть прапор Перемоги. Бачить Бог, державності оплот, Кримського південного кордону — Український Чорноморський флот Забезпечить міцну оборону. Припев: (повторяется дважды) |  | Построчный перевод Нашей государственности оплот, Крымской южной границы — Украинский Черноморский флот Обеспечит крепкую оборону. Сине-жёлтый флаг развевается, Принята присяга Украине, Будут верно моряки служить Независимой молодой стране. Припев: Братья! Послужим Украине мы! За Чёрное море станем грудьми! За наш чудесный и волшебный Крым! За Украинський флаг, что над ним! (повторяется дважды) Второй куплет: Пусть на море всегда будет штиль. А если пробьёт сигнал тревоги — Моряки пойдут против волн И поднимут флаг Победы. Видит Бог, государственности оплот, Крымской южной границы — Украинский Черноморский флот Обеспечит крепкую оборону. Припев: (повторяется дважды) |